# Bakerloo line

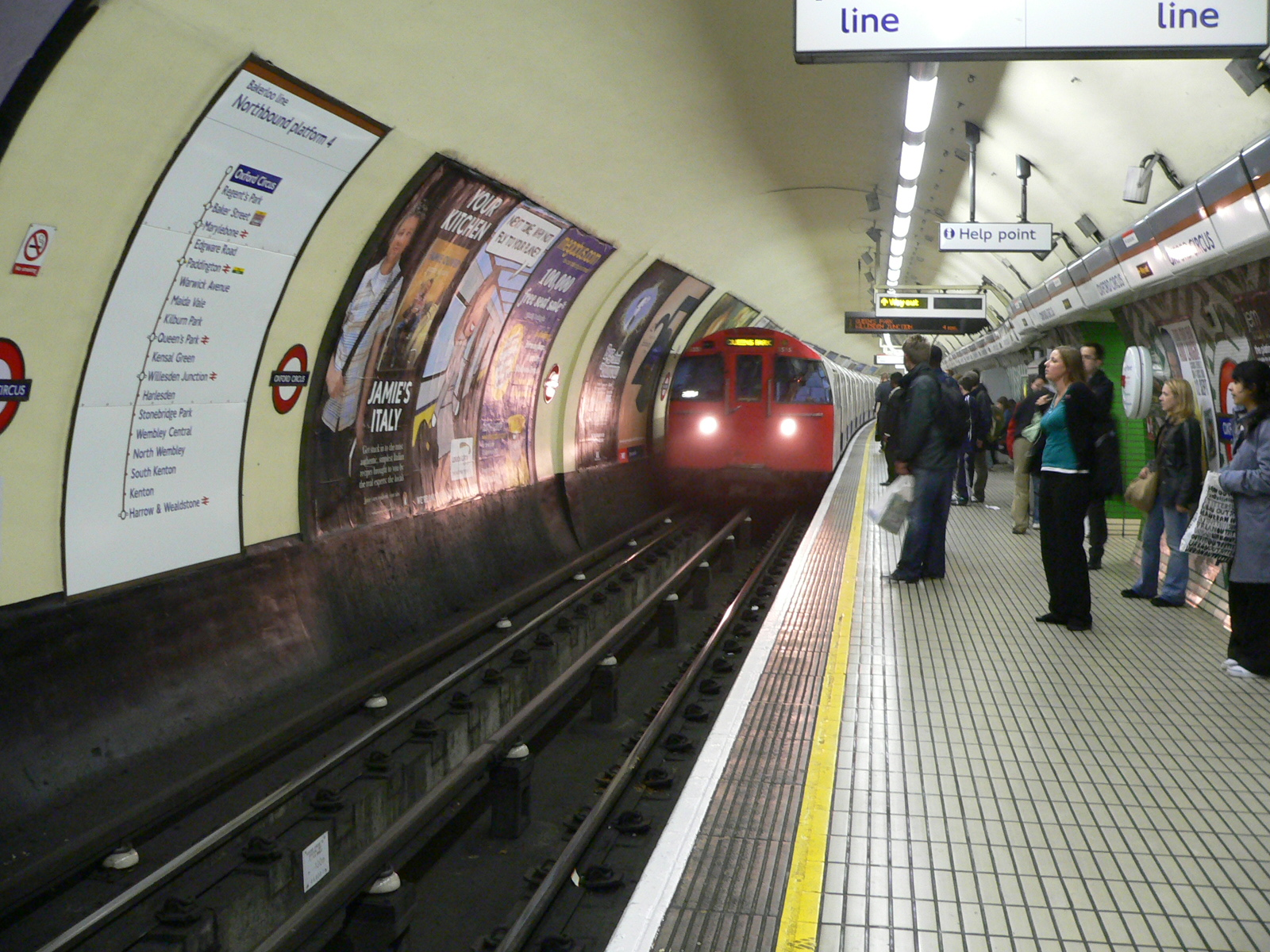
Station Oxford Circus met binnenkomende trein

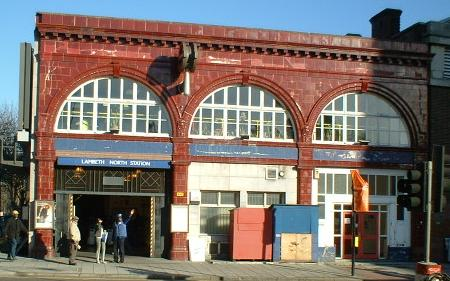
Toegang tot station Lambeth North

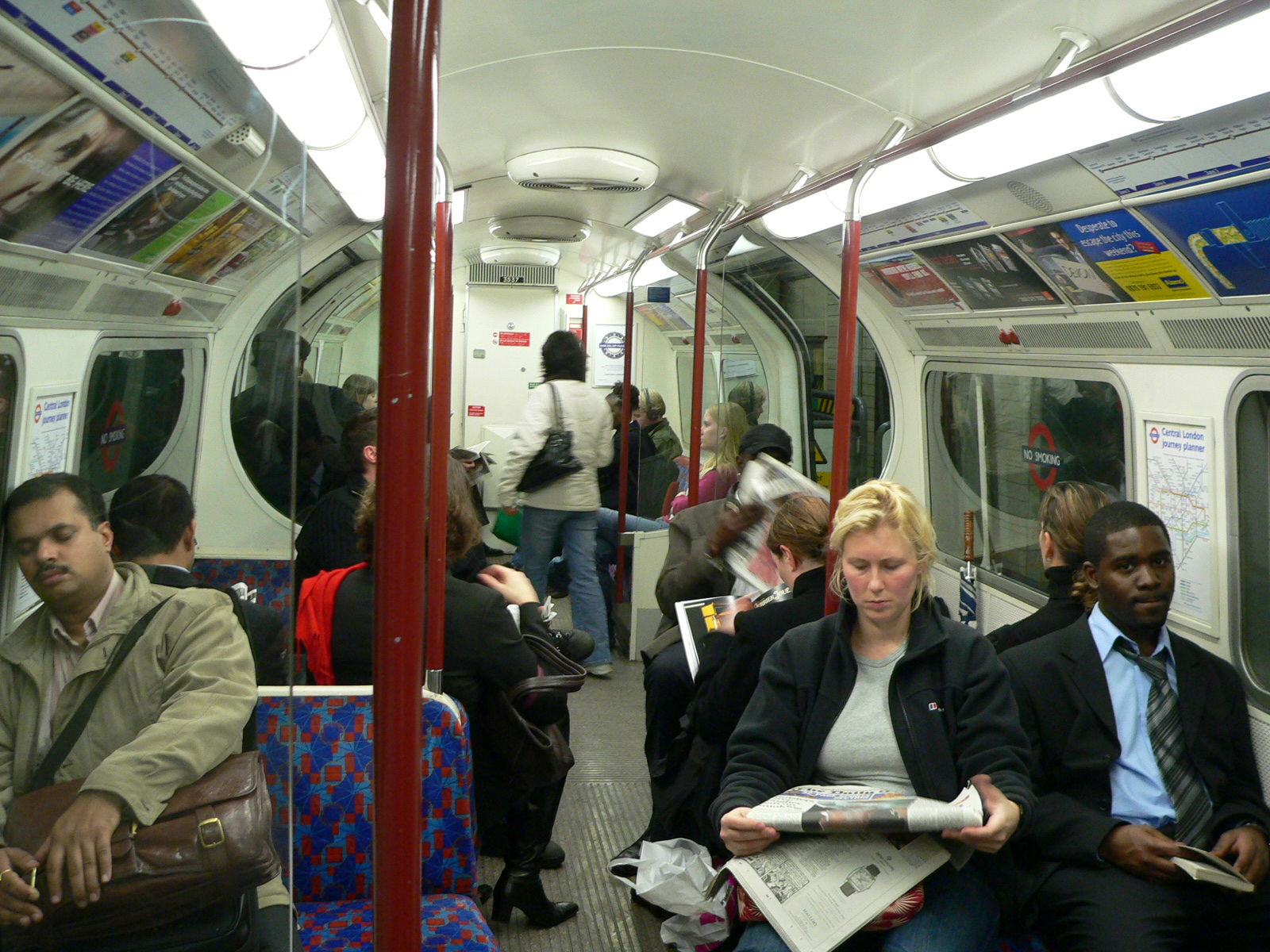
Interieur van een trein van de Bakerloo line

De Bakerloo line is een lijn van de Londense metro. De lijn loopt van het zuiden (Elephant & Castle) naar het noordwesten van de stad (Harrow & Wealdstone) over een lengte van 23,2 kilometer en wordt op kaarten aangeduid met de kleur bruin (→ kaart). De Bakerloo line werd geopend in 1906 en is een "deep-level"-lijn, wat wil zeggen dat hij gebruikmaakt van diepgelegen geboorde tunnels. Vanaf Kilburn Park wordt bovengronds gereden en tussen Queen's Park en het noordelijke eindpunt Harrow & Wealdstone worden de sporen gedeeld met de Watford DC Line van London Overground, van station Euston naar Watford. De lijn bedient 25 stations, waarvan er 15 ondergronds liggen. Tussen Embankment en Waterloo wordt de Theems gekruist in een tunnel.

## Geschiedenis
De Baker Street & Waterloo Railway werd aangelegd door de Underground Electric Railways Company en opende op 10 maart 1906 tussen Westminster Bridge Road (sinds 15 april 1917 Lambeth North geheten) en Baker Street. Op 5 augustus van hetzelfde jaar werd de lijn verlengd naar Elephant & Castle, dat nog altijd het zuidelijke eindpunt is. Al snel werd de lijn in de volksmond aangeduid met de samentrekking "Bakerloo", waarna de oorspronkelijke naam veranderd werd.
De Bakerloo line groeide gestaag richting het noordwesten: de lijn werd tussen 1907 en 1913 in een aantal stappen verlengd naar Marylebone (oorspronkelijke naam Great Central) en Paddington, stations waar op de hoofdlijnen van de Britse spoorwegen kan worden overgestapt. In 1915 werd Queen's Park bereikt, vanwaar de metrotreinen via het hoofdnet van de spoorwegen konden doorrijden. Sinds 16 april 1917 was de lijn in gebruik tot het noordelijke eindpunt Watford Junction.
In 1939 werd parallel aan de Metropolitan line een nieuwe tunnel geopend tussen Baker Street en Finchley Road, waardoor de Bakerloo line de tak naar Stanmore van de Metropolitan kon overnemen. Sinds 30 april 1979 maakt deze tak deel uit van de Jubilee line. 
Ten noorden van station Queen's Park deelt de Bakerloo line de sporen met de treinen van de London Overground. Vanaf de jaren 1960 werd de dienst naar Watford steeds verder beperkt, totdat de lijn op 24 september 1982 uiteindelijk werd ingekort tot Stonebridge Park. Op 4 juni 1984 werd het noordelijke uiteinde van de Bakerloo line deels heropend en ging Harrow & Wealdstone als eindpunt dienen. Het traject naar Watford Junction behoort nu tot de Watford DC Line van London Overground. Transport for London overwoog dit toch weer toe te voegen aan de Bakerloo line, maar er is inmiddels voor gekozen Watford Junction op de Metropolitan line aan te sluiten via Croxley. Wanneer dit gaat gebeuren is onbekend.

### Openstelling
- 10 maart 1906: Baker Street - Westminster Bridge Road (Lambeth North)
- 5 augustus 1906: Westminster Bridge Road - Elephant & Castle
- 27 maart 1907: Great Central (Marylebone) - Baker Street
- 15 juni 1907: Edgware Road - Great Central
- 1 december 1913: Paddington - Edgware Road
- 31 januari 1915: Kilburn Park - Paddington
- 11 februari 1915: Queen's Park - Kilburn Park
- 5 mei 1915: Willesden Junction - Queen's Park
- 6 april 1917: Harrow & Wealdstone - Willesden Junction

Een aantal stations werd op een later moment aan de lijn toegevoegd.

## Toekomst

### Zuidelijke verlenging
Al vanaf 1931 waren er plannen om de Bakerloo line in zuidelijke richting te verlengen. Vanwege de Tweede Wereldoorlog werd de uitvoering uitgesteld. Op de metrokaart van 1949 stond al heel voorbarig de voorgestelde verlenging naar Camberwell vermeld, maar rond die tijd werden de plannen definitief afgeblazen. Sinds 2014 zijn er serieuze plannen om de lijn naar Lewisham te verlengen. Vanaf het hier al aanwezige station kunnen de treinen in een later stadium dan over bestaand spoor naar Hayes gaan rijden en mogelijk nog verder. 
Er is gekozen voor de tracévariant via Old Kent Road. Langs deze weg komen twee stations, Burgess Park en Old Kent Road. Vervolgens station New Cross Gate, met overstapmogelijkheid op de East London Line van London Overground, en station Lewisham. Het huidige eindstation Elephant & Castle moet worden uitgebreid om de verwachte reizigerstoename aan te kunnen. Er wordt op gestudeerd of het station verbouwd moet worden of dat er een nieuw station (voor de Bakerloo line) moet komen. Het hele traject is ondergronds, voorbij station Lewisham komen de sporen bij een eventuele verdere verlenging pas bovengronds. De tunnels worden geboord, maar de stations worden in open bouwputten gebouwd. 
De tracévariant via station Camberwell, die vele tientallen jaren op de wensenlijst heeft gestaan, is afgevallen, evenals die via Peckham Rye. In 2020 moeten de voorbereidingen zijn afgerond en moet er geld beschikbaar zijn. Ondertussen wordt het publiek geraadpleegd in 'public consultations' om mee te denken over de plannen. Volgens planning moeten de werkzaamheden in 2030 beginnen. De verlenging zou in 2040 gereed moeten zijn.

## Materieel
De dienst op de Bakerloo line wordt sinds 1979 uitgevoerd met materieel van het type Type 1972 (tot 1999 hebben er ook andere materieeltypes gereden). De treinen zijn gebaseerd op het inmiddels afgevoerde Type 1967, dat op de Victoria line gebruikt werd. Vanwege de kleine tunneldoorsnede hebben de treinen afgeronde daken, waarin de deuren deels doorlopen. Het materieel is geschilderd in de standaardkleuren van de London Underground.
De maximumsnelheid bedraagt 70 km/uur en elk rijtuig biedt plaats aan 125 personen (114 in de koprijtuigen). Voor stalling en onderhoud zijn er depots aanwezig bij de stations Stonebridge Park en Elephant & Castle. De treinen kregen tussen 2016 en 2020 een opknapbeurt zodat ze tot minstens 2026 meekunnen.
In 2014 maakte Transport for London bekend dat de 1972 Stock, de huidige treinstellen vervangen zullen worden. De nieuwe treinstellen maken deel uit van het New Tube for London project waarbij er een nieuwe generatie treinstellen zal worden aangekocht die alle huidige zullen vervangen op de Central line, Bakerloo line, Piccadilly line en Waterloo & City line.

## Stations
De eerste negen ondergrondse stations van de lijn werden ontworpen door Lelsie Green en gebouwd tussen 1902 en 1906. Trafalgar Square en Regent's Park kregen een ondergrondse stationshal, Baker Street en Embankment werden geïntegreerd in het bestaande station, de rest kreeg een bovengronds stationsgebouw met de voor Green kenmerkende geglazuurde bloedrode gevels. Zoals voor de Eerste Wereldoorlog gebruikelijke was werden reizigers met liften tussen de stationshal en de perrons vervoerd. De stations van Green hebben daarom een verdieping voor de machinekamer voor de liftaandrijving die in de gevel bogen met ramen heeft. De twee stations uit 1907 werden op dezelfde manier gebouwd. 
Ondergronds ontwierp Green voor ieder station een eigen tegelpatroon zodat ze ook voor laaggeletterden herkenbaar zijn. Na de uitvinding van de roltrap in 1914 was de machinekamer voor de liften niet meer nodig en de door Stanley Heaps in 1915 ontworpen stations hebben alleen nog een beganegrond al bleef de gevelbekleding wel hetzelfde als bij zijn voorganger. De bovengrondse stations die vanaf 1915 aan de lijn zijn toegevoegd zijn voor het grootste deel uitbreidingen van al bestaande spoorwegstations en worden gedeeld met de Overground.    
| Station             | Overstappunt | Foto * | Type                 | Geopend          | Ligging                       | Opmerkingen |
| ------------------- | ------------ | ------ | -------------------- | ---------------- | ----------------------------- | --- |
| Harrow & Wealdstone |              | 8 !    | Maaiveld             | 20 juli 1837     | 51° 35′ 30″ NB, 0° 20′ 14″ WL | Sinds 16 april 1917 onderdeel van de Bakerloo line. |
| Kenton              |              | 9 !    | Maaiveld             | 15 juni 1912     | 51° 34′ 54″ NB, 0° 18′ 59″ WL | Sinds 16 april 1917 onderdeel van de Bakerloo line. |
| South Kenton        |              | 10 !   | Talud                | 3 juli 1933      | 51° 34′ 12″ NB, 0° 18′ 30″ WL | |
| North Wembley       |              | 11 !   | Maaiveld             | 15 juni 1912     | 51° 33′ 44″ NB, 0° 18′ 15″ WL | Sinds 16 april 1917 onderdeel van de Bakerloo line. |
| Wembley Central     |              | 12 !   | Maaiveld             | 1842             | 51° 33′ 8″ NB, 0° 17′ 48″ WL  | Sinds 16 april 1917 onderdeel van de Bakerloo line. |
| Stonebridge park    |              | 13 !   | Talud                | 15 juni 1912     | 51° 32′ 38″ NB, 0° 16′ 31″ WL | Sinds 16 april 1917 onderdeel van de Bakerloo line. |
| Harlesden           |              | 14 !   | Maaiveld             | 15 juni 1912     | 51° 32′ 10″ NB, 0° 15′ 27″ WL | Sinds 16 april 1917 onderdeel van de Bakerloo line. |
| Willesden Junction  |              | 15 !   | Maaiveld             | 1 september 1866 | 51° 31′ 55″ NB, 0° 14′ 39″ WL | Sinds 10 mei 1915 onderdeel van de Bakerloo line. |
| Kensal Green        |              | 16 !   | Uitgraving           | 1 oktober 1916   | 51° 31′ 50″ NB, 0° 13′ 30″ WL | |
| Queen's Park        |              | 17 !   | Maaiveld             | 2 juni 1879      | 51° 32′ 2″ NB, 0° 12′ 17″ WL  | Sinds 11 februari 1915 onderdeel van de Bakerloo line |
| Kilburn Park        |              | 18 !   | Dubbelgewelfdstation | 31 januari 1915  | 51° 32′ 6″ NB, 0° 11′ 38″ WL  | |
| Maida Vale          |              | 19 !   | Dubbelgewelfdstation | 6 juni 1915      | 51° 31′ 47″ NB, 0° 11′ 8″ WL  | |
| Warwick Avenue      |              | 20 !   | Dubbelgewelfdstation | 31 januari 1915  | 51° 31′ 47″ NB, 0° 11′ 8″ WL  | |
| Paddington          |              | 21 !   | Dubbelgewelfdstation | 10 januari 1863  | 51° 30′ 56″ NB, 0° 10′ 33″ WL | Sinds 1 december 1913 onderdeel van de Bakerloo line |
| Edgware Road        |              | 22 !   | Dubbelgewelfdstation | 15 juni 1907     | 51° 31′ 12″ NB, 0° 10′ 12″ WL | |
| Marylebone          |              | 23 !   | Dubbelgewelfdstation | 27 maart 1907    | 51° 31′ 20″ NB, 0° 9′ 47″ WL  | |
| Baker Street        |              | 24 !   | Dubbelgewelfdstation | 10 januari 1863  | 51° 31′ 21″ NB, 0° 9′ 26″ WL  | Sinds 10 maart 1906 onderdeel van de Bakerloo line |
| Regent's Park       |              | 25 !   | Gestapeld station    | 10 maart 1906    | 51° 31′ 24″ NB, 0° 8′ 48″ WL  | |
| Oxford Circus       |              | 26 !   | Dubbelgewelfdstation | 30 juli 1900     | 51° 30′ 55″ NB, 0° 08′ 30″ WL | Sinds 10 maart 1906 onderdeel van de Bakerloo line |
| Piccadilly Circus   |              | 27 !   | Dubbelgewelfdstation | 10 maart 1906    | 51° 30′ 36″ NB, 0° 8′ 2″ WL   | Sinds 15 december 1906 een station van de Piccadilly line                                                                                                  |
| Charing Cross       |              | 28 !   | Dubbelgewelfdstation | 10 maart 1906    | 51° 30′ 30″ NB, 0° 07′ 35″ WL | Op 10 maart 1906 geopend als Trafalgar Square. Samengevoegd met Strand en heropend als Charing Cross op 1 mei 1979.                                        |
| Embankment          |              | 29 !   | Dubbelgewelfdstation | 30 mei 1870      | 51° 30′ 41″ NB, 0° 07′ 41″ WL | Sinds 6 april 1914 onderdeel van CCE&HR, de latere Northern line                                                                                           |
| Waterloo            |              | 30 !   | Dubbelgewelfdstation | 8 augustus 1898  | 51° 30′ 9″ NB, 0° 5′ 38″ WL   | 8 aug 1898 geopend voor Waterloo & City line 10 mrt 1906 Bakerloo line toegevoegd 13 sep 1926 Northern line toegevoegd 17 sep 1999 Jubilee line toegevoegd |
| Lambeth North       |              | 31 !   | Dubbelgewelfdstation | 10 maart 1906    | 51° 29′ 56″ NB, 0° 6′ 42″ WL  | |
| Elephant & Castle   |              | 32 !   | Dubbelgewelfdstation | 18 december 1890 | 51° 29′ 44″ NB, 0° 6′ 2″ WL   | Sinds 5 augustus 1906 onderdeel van de Bakerloo line |

* De sorteerwaarde van de foto is de ligging langs de lijn